# Internacia Junulara Festivalo
 (janvier 2021).
Si vous disposez d'ouvrages ou d'articles de référence ou si vous connaissez des sites web de qualité traitant du thème abordé ici, merci de compléter l'article en donnant les références utiles à sa vérifiabilité et en les liant à la section « Notes et références ».
Pour les articles homonymes, voir IJF.
L'Internacia Junulara Festivalo (IJF, « Festival international de la jeunesse ») est une rencontre organisée par l'association des jeunes espérantophones italiens (Itala Esperantista Junularo (eo), IEJ) qui a lieu tous les ans aux alentours de Pâques dans une ville d'Italie différente. En plus des conférences et des groupes de discussion sur un thème donné, il est possible de participer à des excursions, des concerts et autres activités distrayantes. Des cours d'espéranto sont également proposés pour ceux qui souhaitent apprendre la langue ou en parfaire leurs connaissances.

## Lieux des festivals
| Numéro | Année | Ville                    | Participants |
| ------ | ----- | ------------------------ | ------------ |
| 39     | 2015  | Brusson                  | 85           |
| 38     | 2014  | Castel Sardo             | 140          |
| 37     | 2013  | Ostuni                   | 61           |
| 36     | 2012  | Cervia                   | 111          |
| 35     | 2011  | Col di Nava              | 75           |
| 34     | 2010  | Roncegno                 | 69           |
| 33     | 2009  | Giulianova               | 92 inscrits  |
| 32     | 2008  | Senigallia               | 130          |
| 31     | 2007  | Lignano Sabbiadoro       | 124          |
| 30     | 2006  | Torricella di Magione    | 51           |
| 29     | 2005  | Jesolo                   | 94           |
| 28     | 2004  | Abetone                  | 68           |
| 27     | 2003  | Savona                   | 124          |
| 26     | 2002  | Fenestrelle              | 155          |
| 25     | 2001  | Bolsena                  | 165          |
| 24     | 2000  | Cavallino                | 325          |
| 23     | 1999  | Bellaria                 | 150          |
| 22     | 1998  | Lignano Sabbiadoro       | 205          |
| 21     | 1997  | Col di Nava              | 90           |
| 20     | 1996  | Sant'Orsola Terme        | 170          |
| 19     | 1995  | Marina di Massa          | 201          |
| 18     | 1994  | Fenestrelle              | 180          |
| 17     | 1993  | Vasto                    | 148          |
| 16     | 1992  | La Salle – frazione Pont | 144          |
| 15     | 1991  | Pinarella di Cervia      | 126          |
| 14     | 1990  | Breguzzo                 | 130          |
| 13     | 1989  | Savona                   | 100          |
| 12     | 1988  | Castiglione dei Pepoli   | 103          |
| 11     | 1987  | Venaria Reale            | 167          |
| 10     | 1986  | Castelfranco Veneto      | 166          |
| 9      | 1985  | Venaria Reale            | 153          |
| 8      | 1984  | San Giuliano Mare        | 100          |
| 7      | 1983  | Domaso                   | 100          |
| 6      | 1982  | Trieste                  | 100          |
| 5      | 1981  | Porretta Terme           | 120          |
| 4      | 1980  | Gorizia                  | 110          |
| 3      | 1979  | Marina di Massa          | 73           |
| 2      | 1978  | Jesolo Lido              | 76           |
| 1      | 1977  | Levico Terme             | 51           |